# 锦华路街道
锦华路街道是中华人民共和国四川省成都市锦江区下辖的一个街道办事处。锦华路街道办事处驻经天二街226号。
2019年12月25日，成都市人民政府批复同意设立锦华路街道，将柳江街道凯天社区、柳江社区、琉璃社区和成龙路街道所辖静平路与经天东路以西、南三环路二段以北所属行政区域划归锦华路街道管辖。

## 行政区划
锦华路街道下辖以下村级行政区划单位：
晨辉社区、金象花园社区、经天社区、皇经社区、柳江社区、凯天社区、琉璃社区。